# Escisiparidad
La escisiparidad es una forma de reproducción asexual en la que ésta se lleva a cabo por fisión o escisión del individuo progenitor en dos o más partes. Se pueden distinguir varias formas de escisiparidad en animales:
- Arquitomía: Forma de escisiparidad en la que se da una escisión espontánea en varias partes, a partir de las cuales se regeneran individuos completos. Se da en algunos celentéreos, equinodermos, platelmintos y unos pocos anélidos.

- Paratomía: Forma de escisiparidad en la que previamente a la escisión se han diferenciado dos individuos completos. Se da en algunos anélidos y platelmintos.

Otros ejemplos de organismos que llevan a cabo este método de reproducción serían:
- El género de bacterias Rickettsia.
- La archaea  Pyrodictium abyssi.
- El parásito unicelular Entamoeba histolytica.
- El hongo Schizosaccharomyces millet.

También algunos orgánulos celulares se dice que se multiplican por escisiparidad, como el peroxisoma.